# Ferry Pass, Florida
Ferry Pass är en ort (CDP) i Escambia County, i delstaten Florida, USA. Enligt United States Census Bureau har orten en folkmängd på 28 921 invånare (2010) och en landarea på 36,1 km².